# Хунтуа, Николай Дмитриевич
Хунтуа Николай Дмитриевич (1906, Акуаскиа, Сухумский округ — неизвестно, неизвестно) — абхазский советский деятель, шахтёр-бурильщик, проходчик шахты имени Сталина треста «Ткварчелуголь» Грузинской ССР. Депутат Верховного совета СССР 1-го созыва.

## Биография
Родился в 1906 году в селе Акуаскиа Кодорского участка Сухумского округа (ныне в Очамчырском районе Абхазии) в бедной крестьянской семье.
В 1917 году окончил сельскую начальную школу в деревне Акваске. С 1917 года работал чувячником у частника-кустаря.
С 1920-х годов работал чернорабочим на табачных складах «Табаксырьё».
С 1930 года — шахтёр-бурильщик, горный десятник, проходчик шахты имени Сталина треста «Ткварчелуголь» Грузинской ССР. Последователь метода Семиволоса.
Член ВКП(б) с 1932 года. Депутат Верховного совета СССР 1-го созыва.
Дальнейшая судьба неизвестна.

## Награды
- Орден Ленина (17.02.1939);
- Медали.